# Список заслуженных мастеров спорта Украины по радиоспорту

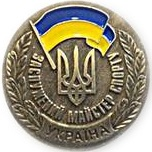
Нагрудный знак ЗМС Украины

Список заслуженных мастеров спорта Украины (ЗМСУ) по радиоспорту.

## Таблица
| ФИО                          | Позывной | QTH           | Год  | Знак N | Дисциплина | Примечание |
| ---------------------------- | -------- | ------------- | ---- | ------ | ---------- | ---------- |
| Великанов Николай Васильевич | UT1UC    | Киев          | 1999 | 177    | СРП        | первый     |
| Великанова Юлия Николаевна   | UT5UJQ   | Киев          |      |        | СРП        |            |
| Вотинов Владимир Григорьевич | UR6CW    | Черкассы      | 2005 | 494    | СРП        |            |
| Геращенко Валерий            |          | Кировоград    |      |        | СРП        |            |
| Иванчихин Николай            | UR8UA    | Белая Церковь | 2005 |        | СРП        |            |
| Ковач Александр              | UT7DX    | Мукачево      | 2003 | 413    | КВ         | первый     |
| Коршунов Виктор              |          | Киев          |      |        | СРП        |            |
| Лаврека Николай Михайлович   | UX0FF    | Измаил        | 2005 | 518    | КВ         |            |
| Левченко (Полищук) Марина    | UT5UOL   | Киев          |      |        | СРТ        | первая     |
| Романенко Василий            | UR5UAD   | Киев          |      |        | СРП        |            |
| Степанов Сергей Николаевич   | UR5FEO   | Одесса        | 2007 | 535    | КВ         |            |
| Фурса Елена                  |          | Киев          |      |        | СРП        |            |
| Фурса Олег                   | UR5ULS   | Белая Церковь |      |        | СРП        |            |
| Штанько Сергей               |          | Киев          |      |        | СРП        |            |
| Яковенко Юрий Васильевич     | UT1IC    | Донецк        | 2012 | 98     | УКВ        | первый УКВ |

Обозначения:
- КВ — радиосвязь на КВ
- УКВ — радиосвязь на УКВ
- СРП — спортивная радиопеленгация
- СРТ — скоростная радиотелеграфия